# قنفذي نازل
القنفذي النازل أو القرقفان النازل نوع نباتي ينتمي إلى جنس القنفذي من الفصيلة النجمية.

## الموئل والانتشار
ينتشر هذا النوع في بلاد الشام.